# 2367 Praha
2367 Praha este un asteroid din centura principală, descoperit pe 8 ianuarie 1981 de Antonín Mrkos.